# Corycaeus speciosus
Corycaeus speciosus är en kräftdjursart som beskrevs av James Dwight Dana 1849. Corycaeus speciosus ingår i släktet Corycaeus och familjen Corycaeidae. Inga underarter finns listade i Catalogue of Life.